# Veinteañero a los 40
Veinteañero a los 40, stylisée 20añero a los 40, est une telenovela chilienne diffusée entre le 3 janvier et le 26 juillet 2016 sur Canal 13

## Acteurs et personnages
- Francisco Pérez-Bannen : Francisco "Pancho" Javier Bustamante Lynch.
- Tamara Acosta : Rafaela "Rafa" Guerra Peñafiel.
- Pablo Macaya : Alejandro "Jano" Toro Mardones.
- Fernanda Urrejola : Katia Jorquera.
- Sigrid Alegría : Fátima Bustamante Lynch de Garcés.
- Néstor Cantillana : Eliseo Garcés Fuentealba.
- Silvia Santelices : Ester Lynch vda. de Bustamante.
- Alejandro Trejo : Alberto "Tito" Guerra.
- Luis Gnecco : Cristián Grez.
- Patricia López : Janín Díaz.
- Katyna Huberman : Jackie Munita.
- Hernán Contreras : Gabriel "Gabo" Toro Guerra / Gabriel "Gabo" Bustamante Guerra.
- Constanza Piccoli : Nicole Basáez
- Jaime Artus : Bastian Toro Guerra. / Bastian Bustamante Guerra.
- Andrés Commentz : Tomás "Tommy" Toro Basáez. / Tomás "Tommy" Bustamante Basáez
- Claudio Castellón : Jonathan "Palanca" Cubillos.
- Catalina González : Sor Virginia.
- Daniela Nicolás : Gracia Trinidad Montero Uribe."
- Ariel Levy : "Oliver Grez"
- Karla Melo : Alison Mercedes Espinoza/Alison Toro Espinoza
- Catalina Castelblanco : Isidora Garcés Bustamante.
- Aída Escudero : Maya Zulueta.
- Catalina Benítez : Agustina Garcés Bustamante.
- Catalina Guerra : Cynthia Mercedes Espinoza †
- Maísa Silva : Amanda Mercedes Espinoza
- Cristian Campos :  Raúl Bustamante
- Max Salgado : Francisco "Pancho" Bustamante Lynch (1988)
- Katherine Muñoz : Rafaela Guerra (1988)
- Matías Burgos  : Alejandro "Jano" Toro (1988)
- Rocío Toscano : Cynthia Espinoza (1988)
- Liliana García : Dra. Sara Parker.
- Consuelo Holzapfel : Madre Superiora
- Gabriela Medina : Violeta Mardones.
- Francois Soto : Francoise
- Lucas Balmaceda  : Valentín
- John Serrano : Shakiro
- Yann Yvin (invité)
- Carolina Paulsen : "La Coneja"
- Tatiana Molina : "La Care´ Monea"
- Sebastián Arrigorriaga : Joaquín
- Andrea Freund : Teresita

## Diffusion
- Canal 13
- Telerama